# Tour de France de 2021
A 108ª edição do Tour de France de 2021 foi uma corrida de ciclismo de estrada por etapas que se celebrou entre 26 de junho e 18 de julho de 2021 com início em Brest e final em Paris na França. O percurso constou de um total de 21 etapas sobre uma distancia total de 3414 km.
A corrida é a segunda e a mais importante das denominadas Grandes Voltas da temporada e faz parte do circuito UCI WorldTour de 2021 dentro da categoria 2.uwT sendo a vigésima quinta competição do calendário de máxima categoria mundial.
O vencedor final foi o esloveno Tadej Pogačar do UAE Team Emirates, sendo a segunda vez a conseguir-lo. Acompanharam-no no pódio o dinamarquês Jonas Vingegaard como segundo classificado (Jumbo-Visma), e o equadoriano Richard Carapaz do Ineos Grenadiers em terceira posição.

## Generalidades
A grande saída estava prevista inicialmente em Copenhaga. No entanto, no final de julho de 2020, os organizadores pensaram modificar o lugar da grande saída devido à realização do Euro de futebol, adiado  em 2021, e cujas quatro partidas desenvolvem-se em Copenhaga a um período similar, bem como o adiamento dos Jogos Olímpicos, onde a prova de ciclismo em estrada está programada durante a Volta. Em 10 de agosto de 2020, é anunciado finalmente que a grande saída está deslocada a Brest

## A grande Saída em Bretanha
Brest acolhe para a 4.º vez a saída do Tour de France, após as edições 1952, 1974 e 2008, o que a faz a segunda cidade (após Paris) que tem com mais frequência acolhido esta corrida.

## Favoritos
- Tadej Pogačar (UAE Team Emirates): ciclista esloveno de 22 anos que defenderá o título do ano anterior. As suas características de grande contrarrelógio e seu bom desempenho na montanha, fazem que seja o favorito número um. Ainda que a sua equipa não tenha uma nómina tão potente, sabe suprir essa deficiência com o seu talento e inteligência dentro do pelotão.

- Primož Roglič (Jumbo-Visma): subcampeão do último Tour e campeão das duas últimas edições da Volta a Espanha. Com 31 anos e líder do Jumbo-Visma espera ganhar o tour que perdeu no ano anterior na penúltima etapa contrarrelógio.  Tem o respaldo de uma grande equipa que no ano anterior rompeu a hegemonia do INEOS mas, no entanto, não lhe atinjo para ser o ganhador.

- Geraint Thomas (Ineos Grenadiers): ciclista britânico de 35 anos, já sabe que é ganhar o Tour, já que se coroou campeão em 2018. Parte acompanhado da equipa mais completa para este Tour. Quiçá esta seja sua última opção de ir como líder da esquadra, já que o seu lugartenente em corrida, Richard Carapaz, está a pedir pista para ser líder ante qualquer eventualidade; e seguramente nos próximos Tours, o equatoriano e Egan Bernal serão os abandeirados da equipa.

- Richard Carapaz (Ineos Grenadiers): o ciclista equatoriano de 28 anos, actual campeão da Volta à Suíça, irá como segunda baza da equipa à espera do desempenho de Geraint Thomas. A seu favor terá a solidez de, quiçá, a melhor esquadra do Tour.

- Richie Porte (Ineos Grenadiers): o ciclista veterano australiano de 36 anos, actual campeão do Critério do Dauphiné e terceiro classificado do último Tour, irá como terceira baza da equipa britânica, à espera do desempenho de Geraint Thomas e Richard Carapaz. A seu favor terá a solidez de quiçá a melhor esquadra do Tour e sua experiência na corrida.

- Julian Alaphilippe (Deceuninck-Quick Step): o ciclista francês de 29 anos, actual campeão do mundo e quinto classificado no Tour de 2019, no que liderou a classificação geral durante 14 dias e perdeu o amarelo na 19.ª etapa. Irá como a esperança francesa de conquistar a corrida.

- Miguel Ángel López (Movistar Team): o ciclista colombiano de 27 anos e sexto no Tour anterior, procurará melhorar esta posição agora com a sua nova equipa, no que terá que compartilhar responsabilidades com Enric Mas.

- Enric Mas (Movistar Team): o ciclista espanhol de 26 anos procurará melhorar o quinto lugar do ano passado, acompanhado de uma boa equipa no que compartilha liderança com Miguel Ángel López.

Outros ciclistas chamados a ter algum protagonismo são Tao Geoghegan Hart (Ineos Grenadiers), Wilco Kelderman (Bora-Hansgrohe), Simon Yates (Team BikeExchange) e Rigoberto Urán (EF Education-NIPPO).

## Equipas participantes
Tomaram a partida um total de 23 equipas, dos quais assistem por direito próprio os 19 equipas de categoria UCI WorldTeam e a equipa Alpecin-Fenix de categoria UCI ProTeam ao ter sido a melhor equipa da categoria na temporada anterior. Assim mesmo, foram por convite directo da organização da corrida 3 equipas de categoria UCI ProTeam, todos eles com licença francesa.
| Equipes WorldTeam (19)- AG2R Citroën Team - Astana-Premier Tech - Bahrain Victorious - Bora-Hansgrohe - Intermarché-Wanty-Gobert Matériaux - Cofidis - Deceuninck-Quick Step - EF Education-Nippo - Team BikeExchange - Groupama-FDJ - Ineos Grenadiers - Israel Start-Up Nation - Jumbo-Visma - Lotto Soudal - Movistar Team - Qhubeka NextHash - Team DSM - Trek-Segafredo - UAE Team Emirates Equipes ProTeam (4)- Alpecin-Fenix - B&B Hotels p/b KTM - Arkéa-Samsic - TotalEnergies |
| |

| Etapa | Data      | Percurso                          | type                      | Distância (km) | Elevação (m) | Vencedor             | Líder geral          |
| ----- | --------- | --------------------------------- | ------------------------- | -------------- | ------------ | -------------------- | -------------------- |
| 1     | 26 jun.   | Brest – Landerneau                | etapa escarpada           | 197,8          | 2 785 m      | Julian Alaphilippe   | Julian Alaphilippe   |
| 2     | 27 jun.   | Perros-Guirec – Mûr-de-Bretagne   | etapa escarpada           | 183,5          | 2 154 m      | Mathieu van der Poel | Mathieu van der Poel |
| 3     | 28 jun.   | Lorient – Pontivy                 | etapa plana               | 182,9          | 1 539 m      | Tim Merlier          | Mathieu van der Poel |
| 4     | 29 jun.   | Redon – Fougères                  | etapa plana               | 150,4          | 1 354 m      | Mark Cavendish       | Mathieu van der Poel |
| 5     | 30 jun.   | Changé – Laval                    | contrarrelógio individual | 27,2           | 304 m        | Tadej Pogačar        | Mathieu van der Poel |
| 6     | 1 jul.    | Tours – Châteauroux               | etapa plana               | 160,6          | 926 m        | Mark Cavendish       | Mathieu van der Poel |
| 7     | 2 jul.    | Vierzon – Creusot                 | etapa escarpada           | 249,1          | 3 111 m      | Matej Mohorič        | Mathieu van der Poel |
| 8     | 3 jul.    | Oyonnax – Le Grand-Bornand        | alta montanha             | 150,8          | 3 558 m      | Dylan Teuns          | Tadej Pogačar        |
| 9     | 4 jul.    | Cluses – Tignes                   | alta montanha             | 144,9          | 4 624 m      | Ben O'Connor         | Tadej Pogačar        |
|       | 5 de jul  | Dia de descanso                   | Dia de descanso           |                |              |                      |                      |
| 10    | 6 jul.    | Albertville – Valence             | etapa plana               | 190,7          | 1 472 m      | Mark Cavendish       | Tadej Pogačar        |
| 11    | 7 jul.    | Sorgues – Malaucène               | alta montanha             | 198,9          | 4 647 m      | Wout van Aert        | Tadej Pogačar        |
| 12    | 8 jul.    | Saint-Paul-Trois-Châteaux – Nîmes | etapa plana               | 159,4          | 1 959 m      | Nils Politt          | Tadej Pogačar        |
| 13    | 9 jul.    | Nîmes – Carcassonne               | etapa plana               | 219,9          | 1 973 m      | Mark Cavendish       | Tadej Pogačar        |
| 14    | 10 jul.   | Carcassonne – Quillan             | etapa escarpada           | 183,7          | 2 901 m      | Bauke Mollema        | Tadej Pogačar        |
| 15    | 11 jul.   | Céret – Andorra-a-Velha           | alta montanha             | 191,3          | 4 574 m      | Sepp Kuss            | Tadej Pogačar        |
|       | 12 de jul | Dia de descanso                   | Dia de descanso           |                |              |                      |                      |
| 16    | 13 jul.   | Pas de la Casa – Saint-Gaudens    | etapa escarpada           | 169            | 3 250 m      | Patrick Konrad       | Tadej Pogačar        |
| 17    | 14 jul.   | Muret – Col de Portet             | alta montanha             | 178,4          | 4 368 m      | Tadej Pogačar        | Tadej Pogačar        |
| 18    | 15 jul.   | Pau – Luz-Ardiden                 | alta montanha             | 129,7          | 3 555 m      | Tadej Pogačar        | Tadej Pogačar        |
| 19    | 16 jul.   | Mourenx – Libourne                | etapa plana               | 207            | 1 241 m      | Matej Mohorič        | Tadej Pogačar        |
| 20    | 17 jul.   | Libourne – Saint-Émilion          | contrarrelógio individual | 30,8           | 239 m        | Wout van Aert        | Tadej Pogačar        |
| 21    | 18 jul.   | Chatou – Paris                    | etapa plana               | 108,4          | 619 m        | Wout van Aert        | Tadej Pogačar        |

## Classificações finais
As classificações finalizaram da seguinte forma:

### Classificação geral(Maillot Jaune)
| \| Classificação geral \| Classificação geral \| Classificação geral \| Classificação geral \| Classificação geral \| \| Ciclista \| Ciclista \| Equipe \| Tempo \| \| \| ------------------- \| ---------------------- \| ---------------------------------- \| ------------------- \| ------------------- \| \| 1. \| Tadej Pogačar \| UAE Team Emirates \| 82h56m36s \| \| \| 2. \| Jonas Vingegaard \| Jumbo-Visma \| + 5m20s \| \| \| 3. \| Richard Carapaz \| Ineos Grenadiers \| + 7m03s \| \| \| 4. \| Ben O'Connor \| AG2R Citroën Team \| + 10m02s \| \| \| 5. \| Wilco Kelderman \| Bora-Hansgrohe \| + 10m13s \| \| \| 6. \| Enric Mas \| Movistar Team \| + 11m43s \| \| \| 7. \| Alexey Lutsenko \| Astana-Premier Tech \| + 12m23s \| \| \| 8. \| Guillaume Martin \| Cofidis \| + 15m33s \| \| \| 9. \| Pello Bilbao \| Bahrain Victorious \| + 16m04s \| \| \| 10. \| Rigoberto Urán \| EF Education-Nippo \| + 18m34s \| \| \| 11. \| David Gaudu \| Groupama-FDJ \| + 21m50s \| \| \| 12. \| Mattia Cattaneo \| Deceuninck-Quick Step \| + 24m58s \| \| \| 13. \| Esteban Chaves \| BikeExchange \| + 37m48s \| \| \| 14. \| Louis Meintjes \| Intermarché-Wanty-Gobert Matériaux \| + 38m09s \| \| \| 15. \| Aurélien Paret-Peintre \| AG2R Citroën Team \| + 39m09s \| \| \| 16. \| Wout Poels \| Bahrain Victorious \| + 51m22s \| \| \| 17. \| Dylan Teuns \| Bahrain Victorious \| + 51m40s \| \| \| 18. \| Ruben Guerreiro \| EF Education-Nippo \| + 54m10s \| \| \| 19. \| Wout van Aert \| Jumbo-Visma \| + 57m02s \| \| \| 20. \| Bauke Mollema \| Trek-Segafredo \| + 1h02m18s \| \| \| 21. \| Sergio Henao \| Qhubeka NextHash \| + 1h03m12s \| \| \| 22. \| Franck Bonnamour \| B&B Hotels p/b KTM \| + 1h04m35s \| \| \| 23. \| Jonathan Castroviejo \| Ineos Grenadiers \| + 1h06m20s \| \| \| 24. \| Alejandro Valverde \| Movistar Team \| + 1h07m50s \| \| \| 25. \| Sergio Higuita \| EF Education-Nippo \| + 1h09m16s \| \| |                        |                                    |            |
| |                        |                                    |            |
| Fonte: ProCyclingStats |                        |                                    |            |
| Classificação geral |                        |                                    |            |
| Ciclista | Ciclista               | Equipe                             | Tempo      |
| 1. | Tadej Pogačar          | UAE Team Emirates                  | 82h56m36s  |
| 2. | Jonas Vingegaard       | Jumbo-Visma                        | + 5m20s    |
| 3. | Richard Carapaz        | Ineos Grenadiers                   | + 7m03s    |
| 4. | Ben O'Connor           | AG2R Citroën Team                  | + 10m02s   |
| 5. | Wilco Kelderman        | Bora-Hansgrohe                     | + 10m13s   |
| 6. | Enric Mas              | Movistar Team                      | + 11m43s   |
| 7. | Alexey Lutsenko        | Astana-Premier Tech                | + 12m23s   |
| 8. | Guillaume Martin       | Cofidis                            | + 15m33s   |
| 9. | Pello Bilbao           | Bahrain Victorious                 | + 16m04s   |
| 10. | Rigoberto Urán         | EF Education-Nippo                 | + 18m34s   |
| 11. | David Gaudu            | Groupama-FDJ                       | + 21m50s   |
| 12. | Mattia Cattaneo        | Deceuninck-Quick Step              | + 24m58s   |
| 13. | Esteban Chaves         | BikeExchange                       | + 37m48s   |
| 14. | Louis Meintjes         | Intermarché-Wanty-Gobert Matériaux | + 38m09s   |
| 15. | Aurélien Paret-Peintre | AG2R Citroën Team                  | + 39m09s   |
| 16. | Wout Poels             | Bahrain Victorious                 | + 51m22s   |
| 17. | Dylan Teuns            | Bahrain Victorious                 | + 51m40s   |
| 18. | Ruben Guerreiro        | EF Education-Nippo                 | + 54m10s   |
| 19. | Wout van Aert          | Jumbo-Visma                        | + 57m02s   |
| 20. | Bauke Mollema          | Trek-Segafredo                     | + 1h02m18s |
| 21. | Sergio Henao           | Qhubeka NextHash                   | + 1h03m12s |
| 22. | Franck Bonnamour       | B&B Hotels p/b KTM                 | + 1h04m35s |
| 23. | Jonathan Castroviejo   | Ineos Grenadiers                   | + 1h06m20s |
| 24. | Alejandro Valverde     | Movistar Team                      | + 1h07m50s |
| 25. | Sergio Higuita         | EF Education-Nippo                 | + 1h09m16s |

### Classificação por pontos(Maillot Vert)
| Classificação por pontos | Classificação por pontos | Classificação por pontos | Classificação por pontos | Classificação por pontos |
| Ciclista                 | Ciclista                 | Equipe                   | Pontos                   |                          |
| ------------------------ | ------------------------ | ------------------------ | ------------------------ | ------------------------ |
| 1.                       | Mark Cavendish           | Deceuninck-Quick Step    | 337 pts                  |                          |
| 2.                       | Michael Matthews         | BikeExchange             | 291 pts                  |                          |
| 3.                       | Sonny Colbrelli          | Bahrain Victorious       | 227 pts                  |                          |
| 4.                       | Jasper Philipsen         | Alpecin-Fenix            | 216 pts                  |                          |
| 5.                       | Wout van Aert            | Jumbo-Visma              | 171 pts                  |                          |
| 6.                       | Matej Mohorič            | Bahrain Victorious       | 163 pts                  |                          |
| 7.                       | Julian Alaphilippe       | Deceuninck-Quick Step    | 163 pts                  |                          |
| 8.                       | Tadej Pogačar            | UAE Team Emirates        | 154 pts                  |                          |
| 9.                       | Michael Mørkøv           | Deceuninck-Quick Step    | 124 pts                  |                          |
| 10.                      | Jonas Vingegaard         | Jumbo-Visma              | 103 pts                  |                          |

### Classificação da montanha(Maillot à Pois Rouges)
| Classificação da montanha | Classificação da montanha | Classificação da montanha | Classificação da montanha | Classificação da montanha |
| Ciclista                  | Ciclista                  | Equipe                    | Pontos                    |                           |
| ------------------------- | ------------------------- | ------------------------- | ------------------------- | ------------------------- |
| 1.                        | Tadej Pogačar             | UAE Team Emirates         | 107 pts                   |                           |
| 2.                        | Wout Poels                | Bahrain Victorious        | 88 pts                    |                           |
| 3.                        | Jonas Vingegaard          | Jumbo-Visma               | 82 pts                    |                           |
| 4.                        | Wout van Aert             | Jumbo-Visma               | 68 pts                    |                           |
| 5.                        | Nairo Quintana            | Arkéa-Samsic              | 66 pts                    |                           |
| 6.                        | Richard Carapaz           | Ineos Grenadiers          | 56 pts                    |                           |
| 7.                        | Ben O'Connor              | AG2R Citroën Team         | 44 pts                    |                           |
| 8.                        | Bauke Mollema             | Trek-Segafredo            | 41 pts                    |                           |
| 9.                        | David Gaudu               | Groupama-FDJ              | 41 pts                    |                           |
| 10.                       | Anthony Perez             | Cofidis                   | 37 pts                    |                           |

### Classificação do melhor jovem(Maillot Blanc)
| Classificação dos jovens | Classificação dos jovens | Classificação dos jovens | Classificação dos jovens | Classificação dos jovens |
| Ciclista                 | Ciclista                 | Equipe                   | Tempo                    |                          |
| ------------------------ | ------------------------ | ------------------------ | ------------------------ | ------------------------ |
| 1.                       | Tadej Pogačar            | UAE Team Emirates        | 82h56m36s                |                          |
| 2.                       | Jonas Vingegaard         | Jumbo-Visma              | + 5m20s                  |                          |
| 3.                       | David Gaudu              | Groupama-FDJ             | + 21m50s                 |                          |
| 4.                       | Aurélien Paret-Peintre   | AG2R Citroën Team        | + 39m09s                 |                          |
| 5.                       | Sergio Higuita           | EF Education-Nippo       | + 1h09m16s               |                          |
| 6.                       | Valentin Madouas         | Groupama-FDJ             | + 2h11m39s               |                          |
| 7.                       | Neilson Powless          | EF Education-Nippo       | + 2h13m33s               |                          |
| 8.                       | Mark Donovan             | Team DSM                 | + 2h17m40s               |                          |
| 9.                       | Jonas Rutsch             | EF Education-Nippo       | + 2h29m33s               |                          |
| 10.                      | Brent Van Moer           | Lotto-Soudal             | + 2h43m49s               |                          |

### Classificação por equipas(Classement par Équipe)
| Classificação por equipes | Classificação por equipes | Classificação por equipes | Classificação por equipes |
| Equipe                    | Equipe                    | Tempo                     |                           |
| ------------------------- | ------------------------- | ------------------------- | ------------------------- |
| 1.                        | Bahrain Victorious        | 249h16m47s                |                           |
| 2.                        | EF Education-Nippo        | + 19m12s                  |                           |
| 3.                        | Jumbo-Visma               | + 1h11m35s                |                           |
| 4.                        | Ineos Grenadiers          | + 1h27m10s                |                           |
| 5.                        | AG2R Citroën Team         | + 1h31m54s                |                           |
| 6.                        | Bora-Hansgrohe            | + 1h36m44s                |                           |
| 7.                        | Trek-Segafredo            | + 1h47m04s                |                           |
| 8.                        | Astana-Premier Tech       | + 2h01m45s                |                           |
| 9.                        | Movistar Team             | + 2h04m28s                |                           |
| 10.                       | UAE Team Emirates         | + 2h38m08s                |                           |

## Evolução das classificações
| Etapa |                           | Vencedor _           | Classificação geral  | Prêmio por pontos  | Prêmio de montanha   | Juventude     | Disputa           | Equipes            |
| ----- | ------------------------- | -------------------- | -------------------- | ------------------ | -------------------- | ------------- | ----------------- | ------------------ |
| 1     | etapa escarpada           | Julian Alaphilippe   | Julian Alaphilippe   | Julian Alaphilippe | Ide Schelling        | Tadej Pogačar | Ide Schelling     | Jumbo-Visma        |
| 2     | etapa escarpada           | Mathieu van der Poel | Mathieu van der Poel | Julian Alaphilippe | Mathieu van der Poel | Tadej Pogačar | Edward Theuns     | Jumbo-Visma        |
| 3     | etapa plana               | Tim Merlier          | Mathieu van der Poel | Julian Alaphilippe | Ide Schelling        | Tadej Pogačar | Michael Schär     | Bahrain Victorious |
| 4     | etapa plana               | Mark Cavendish       | Mathieu van der Poel | Mark Cavendish     | Ide Schelling        | Tadej Pogačar | Brent Van Moer    | Bahrain Victorious |
| 5     | contrarrelógio individual | Tadej Pogačar        | Mathieu van der Poel | Mark Cavendish     | Ide Schelling        | Tadej Pogačar | não atribuído     | Jumbo-Visma        |
| 6     | etapa plana               | Mark Cavendish       | Mathieu van der Poel | Mark Cavendish     | Ide Schelling        | Tadej Pogačar | Greg Van Avermaet | Jumbo-Visma        |
| 7     | etapa escarpada           | Matej Mohorič        | Mathieu van der Poel | Mark Cavendish     | Matej Mohorič        | Tadej Pogačar | Matej Mohorič     | Jumbo-Visma        |
| 8     | alta montanha             | Dylan Teuns          | Tadej Pogačar        | Mark Cavendish     | Wout Poels           | Tadej Pogačar | Wout Poels        | Bahrain Victorious |
| 9     | alta montanha             | Ben O'Connor         | Tadej Pogačar        | Mark Cavendish     | Nairo Quintana       | Tadej Pogačar | Ben O'Connor      | Bahrain Victorious |
| 10    | etapa plana               | Mark Cavendish       | Tadej Pogačar        | Mark Cavendish     | Nairo Quintana       | Tadej Pogačar | Hugo Houle        | Bahrain Victorious |
| 11    | alta montanha             | Wout van Aert        | Tadej Pogačar        | Mark Cavendish     | Nairo Quintana       | Tadej Pogačar | Kenny Elissonde   | Bahrain Victorious |
| 12    | etapa plana               | Nils Politt          | Tadej Pogačar        | Mark Cavendish     | Nairo Quintana       | Tadej Pogačar | Nils Politt       | Bahrain Victorious |
| 13    | etapa plana               | Mark Cavendish       | Tadej Pogačar        | Mark Cavendish     | Nairo Quintana       | Tadej Pogačar | Quentin Pacher    | Bahrain Victorious |
| 14    | etapa escarpada           | Bauke Mollema        | Tadej Pogačar        | Mark Cavendish     | Michael Woods        | Tadej Pogačar | Bauke Mollema     | Bahrain Victorious |
| 15    | alta montanha             | Sepp Kuss            | Tadej Pogačar        | Mark Cavendish     | Wout Poels           | Tadej Pogačar | Wout van Aert     | Bahrain Victorious |
| 16    | etapa escarpada           | Patrick Konrad       | Tadej Pogačar        | Mark Cavendish     | Wout Poels           | Tadej Pogačar | Patrick Konrad    | Bahrain Victorious |
| 17    | alta montanha             | Tadej Pogačar        | Tadej Pogačar        | Mark Cavendish     | Wout Poels           | Tadej Pogačar | Anthony Perez     | Bahrain Victorious |
| 18    | alta montanha             | Tadej Pogačar        | Tadej Pogačar        | Mark Cavendish     | Tadej Pogačar        | Tadej Pogačar | David Gaudu       | Bahrain Victorious |
| 19    | etapa plana               | Matej Mohorič        | Tadej Pogačar        | Mark Cavendish     | Tadej Pogačar        | Tadej Pogačar | Matej Mohorič     | Bahrain Victorious |
| 20    | contrarrelógio individual | Wout van Aert        | Tadej Pogačar        | Mark Cavendish     | Tadej Pogačar        | Tadej Pogačar | não atribuído     | Bahrain Victorious |
| 21    | etapa plana               | Wout van Aert        | Tadej Pogačar        | Mark Cavendish     | Tadej Pogačar        | Tadej Pogačar | não atribuído     | Bahrain Victorious |
| Final | Final                     |                      | Tadej Pogačar        | Mark Cavendish     | Tadej Pogačar        | Tadej Pogačar | Franck Bonnamour  | Bahrain Victorious |

## Ciclistas participantes e posições finais
| UAE Team Emirates UAD | UAE Team Emirates UAD      | UAE Team Emirates UAD |
| --------------------- | -------------------------- | --------------------- |
| Num                   | Ciclista                   | Pos                   |
| 1                     | Tadej Pogačar (SLO)        | 1.                    |
| 2                     | Mikkel Bjerg (DEN)         | 110.                  |
| 3                     | Rui Costa (POR)            | 77.                   |
| 4                     | Davide Formolo (ITA)       | 44.                   |
| 5                     | Marc Hirschi (SUI)         | 98.                   |
| 6                     | Vegard Stake Laengen (NOR) | 112.                  |
| 7                     | Rafał Majka (POL)          | 34.                   |
| 8                     | Brandon McNulty (USA)      | 69.                   |

| Jumbo-Visma TJV | Jumbo-Visma TJV               | Jumbo-Visma TJV |
| --------------- | ----------------------------- | --------------- |
| Num             | Ciclista                      | Pos             |
| 11              | Primož Roglič (SLO)           | NP-9            |
| 12              | Wout van Aert (BEL) (estrada) | 19.             |
| 13              | Robert Gesink (NED)           | DNF-3           |
| 14              | Steven Kruijswijk (NED)       | DNF-17          |
| 15              | Sepp Kuss (USA)               | 32.             |
| 16              | Tony Martin (GER) (CRI)       | DNF-11          |
| 17              | Mike Teunissen (NED)          | 76.             |
| 18              | Jonas Vingegaard (DEN)        | 2.              |

| Ineos Grenadiers IGD | Ineos Grenadiers IGD       | Ineos Grenadiers IGD |
| -------------------- | -------------------------- | -------------------- |
| Num                  | Ciclista                   | Pos                  |
| 21                   | Geraint Thomas (GBR)       | 41.                  |
| 22                   | Richard Carapaz (ECU)      | 3.                   |
| 23                   | Jonathan Castroviejo (ESP) | 23.                  |
| 24                   | Tao Geoghegan Hart (GBR)   | 60.                  |
| 25                   | Michał Kwiatkowski (POL)   | 68.                  |
| 26                   | Richie Porte (AUS)         | 38.                  |
| 27                   | Luke Rowe (GBR)            | HD-11                |
| 28                   | Dylan van Baarle (NED)     | 54.                  |

| Israel Start-Up Nation ISN | Israel Start-Up Nation ISN | Israel Start-Up Nation ISN |
| -------------------------- | -------------------------- | -------------------------- |
| Num                        | Ciclista                   | Pos                        |
| 31                         | Chris Froome (GBR)         | 133.                       |
| 32                         | Guillaume Boivin (CAN)     | 105.                       |
| 33                         | Omer Goldstein (ISR) (CRI) | 122.                       |
| 34                         | André Greipel (GER)        | 125.                       |
| 35                         | Reto Hollenstein (SUI)     | 136.                       |
| 36                         | Daniel Martin (IRL)        | 40.                        |
| 37                         | Michael Woods (CAN)        | NP-19                      |
| 38                         | Rick Zabel (GER)           | 134.                       |

| Trek-Segafredo TFS | Trek-Segafredo TFS                 | Trek-Segafredo TFS |
| ------------------ | ---------------------------------- | ------------------ |
| Num                | Ciclista                           | Pos                |
| 41                 | Vincenzo Nibali (ITA)              | NP-16              |
| 42                 | Julien Bernard (FRA)               | 37.                |
| 43                 | Kenny Elissonde (FRA)              | 36.                |
| 44                 | Bauke Mollema (NED)                | 20.                |
| 45                 | Mads Pedersen (DEN)                | 137.               |
| 46                 | Toms Skujiņš (LAT) (estrada e CRI) | 71.                |
| 47                 | Jasper Stuyven (BEL)               | 39.                |
| 48                 | Edward Theuns (BEL)                | 104.               |

| Deceuninck-Quick Step DQT | Deceuninck-Quick Step DQT          | Deceuninck-Quick Step DQT |
| ------------------------- | ---------------------------------- | ------------------------- |
| Num                       | Ciclista                           | Pos                       |
| 51                        | Julian Alaphilippe (FRA) (estrada) | 30.                       |
| 52                        | Kasper Asgreen (DEN) (CRI)         | 64.                       |
| 53                        | Davide Ballerini (ITA)             | 108.                      |
| 54                        | Mattia Cattaneo (ITA)              | 12.                       |
| 55                        | Mark Cavendish (GBR)               | 139.                      |
| 56                        | Tim Declercq (BEL)                 | 141.                      |
| 57                        | Dries Devenyns (BEL)               | 135.                      |
| 58                        | Michael Mørkøv (DEN)               | 138.                      |

| Movistar Team MOV | Movistar Team MOV         | Movistar Team MOV |
| ----------------- | ------------------------- | ----------------- |
| Num               | Ciclista                  | Pos               |
| 61                | Miguel Ángel López (COL)  | NP-19             |
| 62                | Jorge Arcas (ESP)         | 90.               |
| 63                | Imanol Erviti (ESP)       | 67.               |
| 64                | Iván García Cortina (ESP) | 94.               |
| 65                | Enric Mas (ESP)           | 6.                |
| 66                | Marc Soler (ESP)          | NP-2              |
| 67                | Alejandro Valverde (ESP)  | 24.               |
| 68                | Carlos Verona (ESP)       | 101.              |

| Bora-Hansgrohe BOH | Bora-Hansgrohe BOH             | Bora-Hansgrohe BOH |
| ------------------ | ------------------------------ | ------------------ |
| Num                | Ciclista                       | Pos                |
| 71                 | Peter Sagan (SVK) (estrada)    | NP-12              |
| 72                 | Emanuel Buchmann (GER)         | 33.                |
| 73                 | Wilco Kelderman (NED)          | 5.                 |
| 74                 | Patrick Konrad (AUT) (estrada) | 27.                |
| 75                 | Daniel Oss (ITA)               | 115.               |
| 76                 | Nils Politt (GER)              | 50.                |
| 77                 | Lukas Pöstlberger (AUT)        | 116.               |
| 78                 | Ide Schelling (NED)            | 119.               |

| Groupama-FDJ GFC | Groupama-FDJ GFC                    | Groupama-FDJ GFC |
| ---------------- | ----------------------------------- | ---------------- |
| Num              | Ciclista                            | Pos              |
| 81               | David Gaudu (FRA)                   | 11.              |
| 82               | Bruno Armirail (FRA)                | 83.              |
| 83               | Arnaud Démare (FRA)                 | HD-9             |
| 84               | Jacopo Guarnieri (ITA)              | HD-9             |
| 85               | Ignatas Konovalovas (LTU) (estrada) | DNF-1            |
| 86               | Stefan Küng (SUI) (CRI)             | 49.              |
| 87               | Valentin Madouas (FRA)              | 42.              |
| 88               | Miles Scotson (AUS)                 | DNF-11           |

| Cofidis COF | Cofidis COF               | Cofidis COF |
| ----------- | ------------------------- | ----------- |
| Num         | Ciclista                  | Pos         |
| 91          | Guillaume Martin (FRA)    | 8.          |
| 92          | Rubén Fernández (ESP)     | 84.         |
| 93          | Simon Geschke (GER)       | 62.         |
| 94          | Jesús Herrada (ESP)       | 87.         |
| 95          | Christophe Laporte (FRA)  | 91.         |
| 96          | Anthony Perez (FRA)       | 86.         |
| 97          | Pierre-Luc Périchon (FRA) | 92.         |
| 98          | Jelle Wallays (BEL)       | 131.        |

| Alpecin-Fenix AFC | Alpecin-Fenix AFC              | Alpecin-Fenix AFC |
| ----------------- | ------------------------------ | ----------------- |
| Num               | Ciclista                       | Pos               |
| 101               | Mathieu van der Poel (NED)     | NP-9              |
| 102               | Silvan Dillier (SUI) (estrada) | 59.               |
| 103               | Tim Merlier (BEL)              | DNF-9             |
| 104               | Xandro Meurisse (BEL)          | 29.               |
| 105               | Jasper Philipsen (BEL)         | 109.              |
| 106               | Jonas Rickaert (BEL)           | 95.               |
| 107               | Kristian Sbaragli (ITA)        | 106.              |
| 108               | Petr Vakoč (CZE)               | 118.              |

| EF Education-Nippo EFN | EF Education-Nippo EFN | EF Education-Nippo EFN |
| ---------------------- | ---------------------- | ---------------------- |
| Num                    | Ciclista               | Pos                    |
| 111                    | Rigoberto Urán (COL)   | 10.                    |
| 112                    | Stefan Bissegger (SUI) | 103.                   |
| 113                    | Ruben Guerreiro (POR)  | 18.                    |
| 114                    | Sergio Higuita (COL)   | 25.                    |
| 115                    | Michael Valgren (DEN)  | 53.                    |
| 116                    | Magnus Cort (DEN)      | 56.                    |
| 117                    | Neilson Powless (USA)  | 43.                    |
| 118                    | Jonas Rutsch (GER)     | 55.                    |

| AG2R Citroën Team ACT | AG2R Citroën Team ACT        | AG2R Citroën Team ACT |
| --------------------- | ---------------------------- | --------------------- |
| Num                   | Ciclista                     | Pos                   |
| 121                   | Benoît Cosnefroy (FRA)       | 107.                  |
| 122                   | Dorian Godon (FRA)           | 75.                   |
| 123                   | Oliver Naesen (BEL)          | 70.                   |
| 124                   | Ben O'Connor (AUS)           | 4.                    |
| 125                   | Aurélien Paret-Peintre (FRA) | 15.                   |
| 126                   | Nans Peters (FRA)            | DNF-9                 |
| 127                   | Michael Schär (SUI)          | 58.                   |
| 128                   | Greg Van Avermaet (BEL)      | 97.                   |

| Arkéa-Samsic ARK | Arkéa-Samsic ARK        | Arkéa-Samsic ARK |
| ---------------- | ----------------------- | ---------------- |
| Num              | Ciclista                | Pos              |
| 131              | Warren Barguil (FRA)    | NP-14            |
| 132              | Nacer Bouhanni (FRA)    | DNF-15           |
| 133              | Anthony Delaplace (FRA) | HD-9             |
| 134              | Élie Gesbert (FRA)      | 61.              |
| 135              | Daniel McLay (GBR)      | DNF-11           |
| 136              | Nairo Quintana (COL)    | 28.              |
| 137              | Clément Russo (FRA)     | DNF-11           |
| 138              | Connor Swift (GBR)      | 89.              |

| Team DSM DSM | Team DSM DSM               | Team DSM DSM |
| ------------ | -------------------------- | ------------ |
| Num          | Ciclista                   | Pos          |
| 141          | Søren Kragh Andersen (DEN) | NP-14        |
| 142          | Tiesj Benoot (BEL)         | DNF-11       |
| 143          | Cees Bol (NED)             | 140.         |
| 144          | Mark Donovan (GBR)         | 45.          |
| 145          | Nils Eekhoff (NED)         | 126.         |
| 146          | Joris Nieuwenhuis (NED)    | 128.         |
| 147          | Casper Pedersen (DEN)      | 111.         |
| 148          | Jasha Sütterlin (GER)      | DNF-1        |

| Lotto-Soudal LTS | Lotto-Soudal LTS         | Lotto-Soudal LTS |
| ---------------- | ------------------------ | ---------------- |
| Num              | Ciclista                 | Pos              |
| 151              | Caleb Ewan (AUS)         | NP-4             |
| 152              | Jasper De Buyst (BEL)    | DNF-9            |
| 153              | Thomas De Gendt (BEL)    | 82.              |
| 154              | Philippe Gilbert (BEL)   | 99.              |
| 155              | Roger Kluge (GER)        | DNF-13           |
| 156              | Harry Sweeny (AUS)       | 85.              |
| 157              | Tosh Van der Sande (BEL) | DNF-11           |
| 158              | Brent Van Moer (BEL)     | 65.              |

| Bahrain Victorious TBV | Bahrain Victorious TBV          | Bahrain Victorious TBV |
| ---------------------- | ------------------------------- | ---------------------- |
| Num                    | Ciclista                        | Pos                    |
| 161                    | Jack Haig (AUS)                 | DNF-3                  |
| 162                    | Pello Bilbao (ESP)              | 9.                     |
| 163                    | Sonny Colbrelli (ITA) (estrada) | 52.                    |
| 164                    | Marco Haller (AUT)              | 127.                   |
| 165                    | Matej Mohorič (SLO) (estrada)   | 31.                    |
| 166                    | Wout Poels (NED)                | 16.                    |
| 167                    | Dylan Teuns (BEL)               | 17.                    |
| 168                    | Fred Wright (GBR)               | 96.                    |

| BikeExchange BEX | BikeExchange BEX              | BikeExchange BEX |
| ---------------- | ----------------------------- | ---------------- |
| Num              | Ciclista                      | Pos              |
| 171              | Michael Matthews (AUS)        | 79.              |
| 172              | Esteban Chaves (COL)          | 13.              |
| 173              | Luke Durbridge (AUS)          | 100.             |
| 174              | Lucas Hamilton (AUS)          | DNF-13           |
| 175              | Amund Grøndahl Jansen (NOR)   | NP-16            |
| 176              | Christopher Juul-Jensen (DEN) | 114.             |
| 177              | Luka Mezgec (SLO)             | 102.             |
| 178              | Simon Yates (GBR)             | DNF-13           |

| Astana-Premier Tech APT | Astana-Premier Tech APT     | Astana-Premier Tech APT |
| ----------------------- | --------------------------- | ----------------------- |
| Num                     | Ciclista                    | Pos                     |
| 181                     | Jakob Fuglsang (DEN)        | NP-21                   |
| 182                     | Alex Aranburu (ESP)         | 74.                     |
| 183                     | Stefan de Bod (RSA)         | HD-9                    |
| 184                     | Omar Fraile (ESP) (estrada) | 57.                     |
| 185                     | Dmitriy Gruzdev (KAZ)       | 113.                    |
| 186                     | Hugo Houle (CAN)            | 66.                     |
| 187                     | Ion Izagirre (ESP) (CRI)    | 26.                     |
| 188                     | Alexey Lutsenko (KAZ)       | 7.                      |

| Qhubeka NextHash TQA | Qhubeka NextHash TQA     | Qhubeka NextHash TQA |
| -------------------- | ------------------------ | -------------------- |
| Num                  | Ciclista                 | Pos                  |
| 191                  | Sergio Henao (COL)       | 21.                  |
| 192                  | Carlos Barbero (ESP)     | 124.                 |
| 193                  | Sean Bennett (USA)       | 130.                 |
| 194                  | Victor Campenaerts (BEL) | DNF-11               |
| 195                  | Simon Clarke (AUS)       | 123.                 |
| 196                  | Nicholas Dlamini (RSA)   | HD-9                 |
| 197                  | Michael Gogl (AUT)       | NP-13                |
| 198                  | Max Walscheid (GER)      | 121.                 |

| TotalEnergies TDE | TotalEnergies TDE          | TotalEnergies TDE |
| ----------------- | -------------------------- | ----------------- |
| Num               | Ciclista                   | Pos               |
| 201               | Pierre Latour (FRA)        | 47.               |
| 202               | Edvald Boasson Hagen (NOR) | HD-15             |
| 203               | Jérémy Cabot (FRA)         | 132.              |
| 204               | Víctor de la Parte (ESP)   | 72.               |
| 205               | Fabien Doubey (FRA)        | 78.               |
| 206               | Cristián Rodríguez (ESP)   | 46.               |
| 207               | Julien Simon (FRA)         | 129.              |
| 208               | Anthony Turgis (FRA)       | 73.               |

| Intermarché-Wanty-Gobert Matériaux IWG | Intermarché-Wanty-Gobert Matériaux IWG | Intermarché-Wanty-Gobert Matériaux IWG |
| -------------------------------------- | -------------------------------------- | -------------------------------------- |
| Num                                    | Ciclista                               | Pos                                    |
| 211                                    | Louis Meintjes (RSA)                   | 14.                                    |
| 212                                    | Jan Bakelants (BEL)                    | 48.                                    |
| 213                                    | Jonas Koch (GER)                       | NP-10                                  |
| 214                                    | Lorenzo Rota (ITA)                     | 63.                                    |
| 215                                    | Boy van Poppel (NED)                   | 117.                                   |
| 216                                    | Danny van Poppel (NED)                 | 120.                                   |
| 217                                    | Loïc Vliegen (BEL)                     | HD-9                                   |
| 218                                    | Georg Zimmermann (GER)                 | 80.                                    |

| B&B Hotels p/b KTM BBK | B&B Hotels p/b KTM BBK | B&B Hotels p/b KTM BBK |
| ---------------------- | ---------------------- | ---------------------- |
| Num                    | Ciclista               | Pos                    |
| 221                    | Bryan Coquard (FRA)    | HD-9                   |
| 222                    | Cyril Barthe (FRA)     | 88.                    |
| 223                    | Franck Bonnamour (FRA) | 22.                    |
| 224                    | Maxime Chevalier (FRA) | 93.                    |
| 225                    | Cyril Gautier (FRA)    | 81.                    |
| 226                    | Cyril Lemoine (FRA)    | DNF-1                  |
| 227                    | Quentin Pacher (FRA)   | 35.                    |
| 228                    | Pierre Rolland (FRA)   | 51.                    |

| UAE Team Emirates UAD | UAE Team Emirates UAD      | UAE Team Emirates UAD |
| --------------------- | -------------------------- | --------------------- |
| Num                   | Ciclista                   | Pos                   |
| 1                     | Tadej Pogačar (SLO)        | 1.                    |
| 2                     | Mikkel Bjerg (DEN)         | 110.                  |
| 3                     | Rui Costa (POR)            | 77.                   |
| 4                     | Davide Formolo (ITA)       | 44.                   |
| 5                     | Marc Hirschi (SUI)         | 98.                   |
| 6                     | Vegard Stake Laengen (NOR) | 112.                  |
| 7                     | Rafał Majka (POL)          | 34.                   |
| 8                     | Brandon McNulty (USA)      | 69.                   |

| Jumbo-Visma TJV | Jumbo-Visma TJV               | Jumbo-Visma TJV |
| --------------- | ----------------------------- | --------------- |
| Num             | Ciclista                      | Pos             |
| 11              | Primož Roglič (SLO)           | NP-9            |
| 12              | Wout van Aert (BEL) (estrada) | 19.             |
| 13              | Robert Gesink (NED)           | DNF-3           |
| 14              | Steven Kruijswijk (NED)       | DNF-17          |
| 15              | Sepp Kuss (USA)               | 32.             |
| 16              | Tony Martin (GER) (CRI)       | DNF-11          |
| 17              | Mike Teunissen (NED)          | 76.             |
| 18              | Jonas Vingegaard (DEN)        | 2.              |

| Ineos Grenadiers IGD | Ineos Grenadiers IGD       | Ineos Grenadiers IGD |
| -------------------- | -------------------------- | -------------------- |
| Num                  | Ciclista                   | Pos                  |
| 21                   | Geraint Thomas (GBR)       | 41.                  |
| 22                   | Richard Carapaz (ECU)      | 3.                   |
| 23                   | Jonathan Castroviejo (ESP) | 23.                  |
| 24                   | Tao Geoghegan Hart (GBR)   | 60.                  |
| 25                   | Michał Kwiatkowski (POL)   | 68.                  |
| 26                   | Richie Porte (AUS)         | 38.                  |
| 27                   | Luke Rowe (GBR)            | HD-11                |
| 28                   | Dylan van Baarle (NED)     | 54.                  |

| Israel Start-Up Nation ISN | Israel Start-Up Nation ISN | Israel Start-Up Nation ISN |
| -------------------------- | -------------------------- | -------------------------- |
| Num                        | Ciclista                   | Pos                        |
| 31                         | Chris Froome (GBR)         | 133.                       |
| 32                         | Guillaume Boivin (CAN)     | 105.                       |
| 33                         | Omer Goldstein (ISR) (CRI) | 122.                       |
| 34                         | André Greipel (GER)        | 125.                       |
| 35                         | Reto Hollenstein (SUI)     | 136.                       |
| 36                         | Daniel Martin (IRL)        | 40.                        |
| 37                         | Michael Woods (CAN)        | NP-19                      |
| 38                         | Rick Zabel (GER)           | 134.                       |

| Trek-Segafredo TFS | Trek-Segafredo TFS                 | Trek-Segafredo TFS |
| ------------------ | ---------------------------------- | ------------------ |
| Num                | Ciclista                           | Pos                |
| 41                 | Vincenzo Nibali (ITA)              | NP-16              |
| 42                 | Julien Bernard (FRA)               | 37.                |
| 43                 | Kenny Elissonde (FRA)              | 36.                |
| 44                 | Bauke Mollema (NED)                | 20.                |
| 45                 | Mads Pedersen (DEN)                | 137.               |
| 46                 | Toms Skujiņš (LAT) (estrada e CRI) | 71.                |
| 47                 | Jasper Stuyven (BEL)               | 39.                |
| 48                 | Edward Theuns (BEL)                | 104.               |

| Deceuninck-Quick Step DQT | Deceuninck-Quick Step DQT          | Deceuninck-Quick Step DQT |
| ------------------------- | ---------------------------------- | ------------------------- |
| Num                       | Ciclista                           | Pos                       |
| 51                        | Julian Alaphilippe (FRA) (estrada) | 30.                       |
| 52                        | Kasper Asgreen (DEN) (CRI)         | 64.                       |
| 53                        | Davide Ballerini (ITA)             | 108.                      |
| 54                        | Mattia Cattaneo (ITA)              | 12.                       |
| 55                        | Mark Cavendish (GBR)               | 139.                      |
| 56                        | Tim Declercq (BEL)                 | 141.                      |
| 57                        | Dries Devenyns (BEL)               | 135.                      |
| 58                        | Michael Mørkøv (DEN)               | 138.                      |

| Movistar Team MOV | Movistar Team MOV         | Movistar Team MOV |
| ----------------- | ------------------------- | ----------------- |
| Num               | Ciclista                  | Pos               |
| 61                | Miguel Ángel López (COL)  | NP-19             |
| 62                | Jorge Arcas (ESP)         | 90.               |
| 63                | Imanol Erviti (ESP)       | 67.               |
| 64                | Iván García Cortina (ESP) | 94.               |
| 65                | Enric Mas (ESP)           | 6.                |
| 66                | Marc Soler (ESP)          | NP-2              |
| 67                | Alejandro Valverde (ESP)  | 24.               |
| 68                | Carlos Verona (ESP)       | 101.              |

| Bora-Hansgrohe BOH | Bora-Hansgrohe BOH             | Bora-Hansgrohe BOH |
| ------------------ | ------------------------------ | ------------------ |
| Num                | Ciclista                       | Pos                |
| 71                 | Peter Sagan (SVK) (estrada)    | NP-12              |
| 72                 | Emanuel Buchmann (GER)         | 33.                |
| 73                 | Wilco Kelderman (NED)          | 5.                 |
| 74                 | Patrick Konrad (AUT) (estrada) | 27.                |
| 75                 | Daniel Oss (ITA)               | 115.               |
| 76                 | Nils Politt (GER)              | 50.                |
| 77                 | Lukas Pöstlberger (AUT)        | 116.               |
| 78                 | Ide Schelling (NED)            | 119.               |

| Groupama-FDJ GFC | Groupama-FDJ GFC                    | Groupama-FDJ GFC |
| ---------------- | ----------------------------------- | ---------------- |
| Num              | Ciclista                            | Pos              |
| 81               | David Gaudu (FRA)                   | 11.              |
| 82               | Bruno Armirail (FRA)                | 83.              |
| 83               | Arnaud Démare (FRA)                 | HD-9             |
| 84               | Jacopo Guarnieri (ITA)              | HD-9             |
| 85               | Ignatas Konovalovas (LTU) (estrada) | DNF-1            |
| 86               | Stefan Küng (SUI) (CRI)             | 49.              |
| 87               | Valentin Madouas (FRA)              | 42.              |
| 88               | Miles Scotson (AUS)                 | DNF-11           |

| Cofidis COF | Cofidis COF               | Cofidis COF |
| ----------- | ------------------------- | ----------- |
| Num         | Ciclista                  | Pos         |
| 91          | Guillaume Martin (FRA)    | 8.          |
| 92          | Rubén Fernández (ESP)     | 84.         |
| 93          | Simon Geschke (GER)       | 62.         |
| 94          | Jesús Herrada (ESP)       | 87.         |
| 95          | Christophe Laporte (FRA)  | 91.         |
| 96          | Anthony Perez (FRA)       | 86.         |
| 97          | Pierre-Luc Périchon (FRA) | 92.         |
| 98          | Jelle Wallays (BEL)       | 131.        |

| Alpecin-Fenix AFC | Alpecin-Fenix AFC              | Alpecin-Fenix AFC |
| ----------------- | ------------------------------ | ----------------- |
| Num               | Ciclista                       | Pos               |
| 101               | Mathieu van der Poel (NED)     | NP-9              |
| 102               | Silvan Dillier (SUI) (estrada) | 59.               |
| 103               | Tim Merlier (BEL)              | DNF-9             |
| 104               | Xandro Meurisse (BEL)          | 29.               |
| 105               | Jasper Philipsen (BEL)         | 109.              |
| 106               | Jonas Rickaert (BEL)           | 95.               |
| 107               | Kristian Sbaragli (ITA)        | 106.              |
| 108               | Petr Vakoč (CZE)               | 118.              |

| EF Education-Nippo EFN | EF Education-Nippo EFN | EF Education-Nippo EFN |
| ---------------------- | ---------------------- | ---------------------- |
| Num                    | Ciclista               | Pos                    |
| 111                    | Rigoberto Urán (COL)   | 10.                    |
| 112                    | Stefan Bissegger (SUI) | 103.                   |
| 113                    | Ruben Guerreiro (POR)  | 18.                    |
| 114                    | Sergio Higuita (COL)   | 25.                    |
| 115                    | Michael Valgren (DEN)  | 53.                    |
| 116                    | Magnus Cort (DEN)      | 56.                    |
| 117                    | Neilson Powless (USA)  | 43.                    |
| 118                    | Jonas Rutsch (GER)     | 55.                    |

| AG2R Citroën Team ACT | AG2R Citroën Team ACT        | AG2R Citroën Team ACT |
| --------------------- | ---------------------------- | --------------------- |
| Num                   | Ciclista                     | Pos                   |
| 121                   | Benoît Cosnefroy (FRA)       | 107.                  |
| 122                   | Dorian Godon (FRA)           | 75.                   |
| 123                   | Oliver Naesen (BEL)          | 70.                   |
| 124                   | Ben O'Connor (AUS)           | 4.                    |
| 125                   | Aurélien Paret-Peintre (FRA) | 15.                   |
| 126                   | Nans Peters (FRA)            | DNF-9                 |
| 127                   | Michael Schär (SUI)          | 58.                   |
| 128                   | Greg Van Avermaet (BEL)      | 97.                   |

| Arkéa-Samsic ARK | Arkéa-Samsic ARK        | Arkéa-Samsic ARK |
| ---------------- | ----------------------- | ---------------- |
| Num              | Ciclista                | Pos              |
| 131              | Warren Barguil (FRA)    | NP-14            |
| 132              | Nacer Bouhanni (FRA)    | DNF-15           |
| 133              | Anthony Delaplace (FRA) | HD-9             |
| 134              | Élie Gesbert (FRA)      | 61.              |
| 135              | Daniel McLay (GBR)      | DNF-11           |
| 136              | Nairo Quintana (COL)    | 28.              |
| 137              | Clément Russo (FRA)     | DNF-11           |
| 138              | Connor Swift (GBR)      | 89.              |

| Team DSM DSM | Team DSM DSM               | Team DSM DSM |
| ------------ | -------------------------- | ------------ |
| Num          | Ciclista                   | Pos          |
| 141          | Søren Kragh Andersen (DEN) | NP-14        |
| 142          | Tiesj Benoot (BEL)         | DNF-11       |
| 143          | Cees Bol (NED)             | 140.         |
| 144          | Mark Donovan (GBR)         | 45.          |
| 145          | Nils Eekhoff (NED)         | 126.         |
| 146          | Joris Nieuwenhuis (NED)    | 128.         |
| 147          | Casper Pedersen (DEN)      | 111.         |
| 148          | Jasha Sütterlin (GER)      | DNF-1        |

| Lotto-Soudal LTS | Lotto-Soudal LTS         | Lotto-Soudal LTS |
| ---------------- | ------------------------ | ---------------- |
| Num              | Ciclista                 | Pos              |
| 151              | Caleb Ewan (AUS)         | NP-4             |
| 152              | Jasper De Buyst (BEL)    | DNF-9            |
| 153              | Thomas De Gendt (BEL)    | 82.              |
| 154              | Philippe Gilbert (BEL)   | 99.              |
| 155              | Roger Kluge (GER)        | DNF-13           |
| 156              | Harry Sweeny (AUS)       | 85.              |
| 157              | Tosh Van der Sande (BEL) | DNF-11           |
| 158              | Brent Van Moer (BEL)     | 65.              |

| Bahrain Victorious TBV | Bahrain Victorious TBV          | Bahrain Victorious TBV |
| ---------------------- | ------------------------------- | ---------------------- |
| Num                    | Ciclista                        | Pos                    |
| 161                    | Jack Haig (AUS)                 | DNF-3                  |
| 162                    | Pello Bilbao (ESP)              | 9.                     |
| 163                    | Sonny Colbrelli (ITA) (estrada) | 52.                    |
| 164                    | Marco Haller (AUT)              | 127.                   |
| 165                    | Matej Mohorič (SLO) (estrada)   | 31.                    |
| 166                    | Wout Poels (NED)                | 16.                    |
| 167                    | Dylan Teuns (BEL)               | 17.                    |
| 168                    | Fred Wright (GBR)               | 96.                    |

| BikeExchange BEX | BikeExchange BEX              | BikeExchange BEX |
| ---------------- | ----------------------------- | ---------------- |
| Num              | Ciclista                      | Pos              |
| 171              | Michael Matthews (AUS)        | 79.              |
| 172              | Esteban Chaves (COL)          | 13.              |
| 173              | Luke Durbridge (AUS)          | 100.             |
| 174              | Lucas Hamilton (AUS)          | DNF-13           |
| 175              | Amund Grøndahl Jansen (NOR)   | NP-16            |
| 176              | Christopher Juul-Jensen (DEN) | 114.             |
| 177              | Luka Mezgec (SLO)             | 102.             |
| 178              | Simon Yates (GBR)             | DNF-13           |

| Astana-Premier Tech APT | Astana-Premier Tech APT     | Astana-Premier Tech APT |
| ----------------------- | --------------------------- | ----------------------- |
| Num                     | Ciclista                    | Pos                     |
| 181                     | Jakob Fuglsang (DEN)        | NP-21                   |
| 182                     | Alex Aranburu (ESP)         | 74.                     |
| 183                     | Stefan de Bod (RSA)         | HD-9                    |
| 184                     | Omar Fraile (ESP) (estrada) | 57.                     |
| 185                     | Dmitriy Gruzdev (KAZ)       | 113.                    |
| 186                     | Hugo Houle (CAN)            | 66.                     |
| 187                     | Ion Izagirre (ESP) (CRI)    | 26.                     |
| 188                     | Alexey Lutsenko (KAZ)       | 7.                      |

| Qhubeka NextHash TQA | Qhubeka NextHash TQA     | Qhubeka NextHash TQA |
| -------------------- | ------------------------ | -------------------- |
| Num                  | Ciclista                 | Pos                  |
| 191                  | Sergio Henao (COL)       | 21.                  |
| 192                  | Carlos Barbero (ESP)     | 124.                 |
| 193                  | Sean Bennett (USA)       | 130.                 |
| 194                  | Victor Campenaerts (BEL) | DNF-11               |
| 195                  | Simon Clarke (AUS)       | 123.                 |
| 196                  | Nicholas Dlamini (RSA)   | HD-9                 |
| 197                  | Michael Gogl (AUT)       | NP-13                |
| 198                  | Max Walscheid (GER)      | 121.                 |

| TotalEnergies TDE | TotalEnergies TDE          | TotalEnergies TDE |
| ----------------- | -------------------------- | ----------------- |
| Num               | Ciclista                   | Pos               |
| 201               | Pierre Latour (FRA)        | 47.               |
| 202               | Edvald Boasson Hagen (NOR) | HD-15             |
| 203               | Jérémy Cabot (FRA)         | 132.              |
| 204               | Víctor de la Parte (ESP)   | 72.               |
| 205               | Fabien Doubey (FRA)        | 78.               |
| 206               | Cristián Rodríguez (ESP)   | 46.               |
| 207               | Julien Simon (FRA)         | 129.              |
| 208               | Anthony Turgis (FRA)       | 73.               |

| Intermarché-Wanty-Gobert Matériaux IWG | Intermarché-Wanty-Gobert Matériaux IWG | Intermarché-Wanty-Gobert Matériaux IWG |
| -------------------------------------- | -------------------------------------- | -------------------------------------- |
| Num                                    | Ciclista                               | Pos                                    |
| 211                                    | Louis Meintjes (RSA)                   | 14.                                    |
| 212                                    | Jan Bakelants (BEL)                    | 48.                                    |
| 213                                    | Jonas Koch (GER)                       | NP-10                                  |
| 214                                    | Lorenzo Rota (ITA)                     | 63.                                    |
| 215                                    | Boy van Poppel (NED)                   | 117.                                   |
| 216                                    | Danny van Poppel (NED)                 | 120.                                   |
| 217                                    | Loïc Vliegen (BEL)                     | HD-9                                   |
| 218                                    | Georg Zimmermann (GER)                 | 80.                                    |

| B&B Hotels p/b KTM BBK | B&B Hotels p/b KTM BBK | B&B Hotels p/b KTM BBK |
| ---------------------- | ---------------------- | ---------------------- |
| Num                    | Ciclista               | Pos                    |
| 221                    | Bryan Coquard (FRA)    | HD-9                   |
| 222                    | Cyril Barthe (FRA)     | 88.                    |
| 223                    | Franck Bonnamour (FRA) | 22.                    |
| 224                    | Maxime Chevalier (FRA) | 93.                    |
| 225                    | Cyril Gautier (FRA)    | 81.                    |
| 226                    | Cyril Lemoine (FRA)    | DNF-1                  |
| 227                    | Quentin Pacher (FRA)   | 35.                    |
| 228                    | Pierre Rolland (FRA)   | 51.                    |

Convenções:
- AB-N: Abandono na etapa "N"
- FLT-N: Retiro por chegada fora do limite de tempo na etapa "N"
- NTS-N: Não tomou a saída para a etapa "N"
- DES-N: Desclassificado ou expulsado na etapa "N"

## UCI World Ranking
O Tour de France outorgará pontos para o UCI World Ranking para corredores das equipas nas categorias UCI WorldTeam, Profissional Continental e Equipas Continentais. As seguintes tabelas mostram o barómetro de pontuação e os corredores que obtiveram pontos:
| Posição             | 1.º  | 2.º | 3.º | 4.º | 5.º | 6.º | 7.º | 8.º | 9.º | 10.º | 11.º | 12.º | 13.º | 14.º | 15.º | 16.º | 17.º | 18.º | 19.º | 20.º | 21.º - 25.º | 26.º - 30.º | 31.º - 40.º | 41.º - 50.º | 51.º - 55.º | 56.º - 60.º |
| Classificação geral | 1000 | 800 | 675 | 575 | 475 | 400 | 325 | 275 | 225 | 175  | 150  | 125  | 105  | 85   | 75   | 70   | 65   | 60   | 55   | 50   | 40          | 30          | 25          | 20          | 15          | 10          |
| Por etapa           | 120  | 50  | 25  | 15  | 5   |     |     |     |     |      |      |      |      |      |      |      |      |      |      |      |             |             |             |             |             |             |
| Líder               | 25   |     |     |     |     |     |     |     |     |      |      |      |      |      |      |      |      |      |      |      |             |             |             |             |             |             |

| Classificação |          |        |       |       |       |       |
| Posição       | Ciclista | Equipa | Geral | Etapa | Líder | Total |
| ------------- | -------- | ------ | ----- | ----- | ----- | ----- |
| 1.º           |          |        | 1000  |       |       |       |
| 2.º           |          |        | 800   |       |       |       |
| 3.º           |          |        | 675   |       |       |       |
| 4.º           |          |        | 575   |       |       |       |
| 5.º           |          |        | 475   |       |       |       |
| 6.º           |          |        | 400   |       |       |       |
| 7.º           |          |        | 325   |       |       |       |
| 8.º           |          |        | 275   |       |       |       |
| 9.º           |          |        | 225   |       |       |       |
| 10.º          |          |        | 175   |       |       |       |